# Desmognathus wrighti

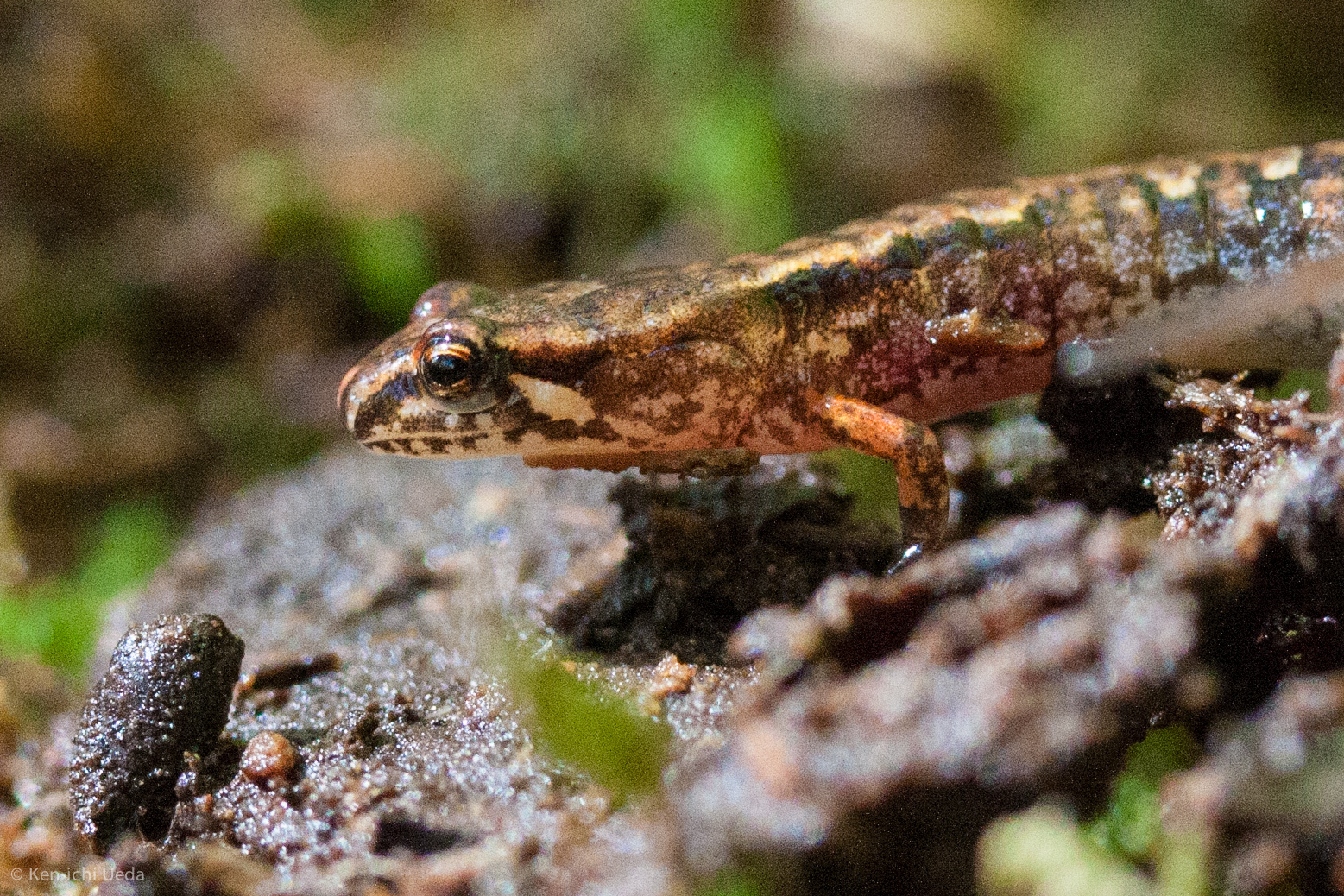
Desmognathus wrighti,
mit kupferfarbener Iris

Desmognathus wrighti ist ein in Nordamerika vorkommender Schwanzlurch aus der Familie der Lungenlosen Salamander (Plethodontidae). Der mitunter verwendete Trivialname „Zwergsalamander“ ist nicht eindeutig, da auch andere kleine Salamanderarten zuweilen mit diesem Namen bezeichnet werden. Im englischen Sprachgebrauch wird die Art pygmy salamander (Pygmäen-Salamander) genannt. Der Artname ehrt George Melendez Wright, den ehemaligen Chef der Wildlife Division im National Park Service.

## Merkmale
Mit einer Gesamtlänge von 30 bis 51 Millimetern zählt Desmognathus wrighti zu den sehr kleinen Salamanderarten. Weibchen sind etwas größer als Männchen. Die Farbe der Oberseite variiert von Gelbbraun oder Hellbraun bis zu Rotbraun. An den Seiten heben sich schwarzbraune Markierungen ab. Auffällig ist eine rostbraune, fischgrätenartige Rückenlinie. Ein Backenfleck ist ockerfarben. Der abgerundete Schwanz macht weniger als die Hälfte der gesamten Körperlänge aus. Von der weißlichen Bauchseite heben sich kleine dunkle Flecke ab. Die Iris ist kupferfarben.

## Ähnliche Arten
Verwandten Salamanderarten fehlen der deutliche fischgrätenartige Rückenstreifen sowie die kupferfarbene Iris.

## Verbreitung und Lebensraum
Das Verbreitungsgebiet von Desmognathus wrighti erstreckt sich von den Blue Ridge Mountains bis zu den Great Smoky Mountains im Osten der USA. Die Salamander besiedeln bevorzugt schattige, feuchte Laub- und Fichtenwälder. Die Höhenverbreitung reicht von 800 bis auf 4500 Meter. Sie benötigen eine feuchte Umgebung, da ihnen Lungen fehlen und sie durch die feuchte Haut atmen.

## Lebensweise
Die auf ein feuchtes Klima angewiesenen Individuen von Desmognathus wrighti sind überwiegend nachtaktiv. Im Rahmen der Paarung deponiert das Männchen ein gallertartiges, mit Spermien versehenes Samenpaket auf dem Boden, über das das Weibchen steigt und das es mit der Kloake aufnimmt. Im Sommer legen die Weibchen ungefähr zehn Eier und platzieren diese an feuchten, mit Wasser gesättigten Stellen unter Steinen, Baumstämmen oder Moosen. Das Schlüpfen der Jungtiere, denen Kiemen fehlen, erfolgt normalerweise im Oktober. Ein aquatischer Lebensabschnitt erfolgt nicht. Nach dem Schlüpfen sind die Jungen sofort selbständig. Weibchen erreichen die Geschlechtsreife mit dreieinhalb, Männchen mit viereinhalb Jahren. Abhängig von der Höhenlage, in der sie leben, halten sie eine unterschiedlich lange Winterruhe. 

## Nahrung und Feinde

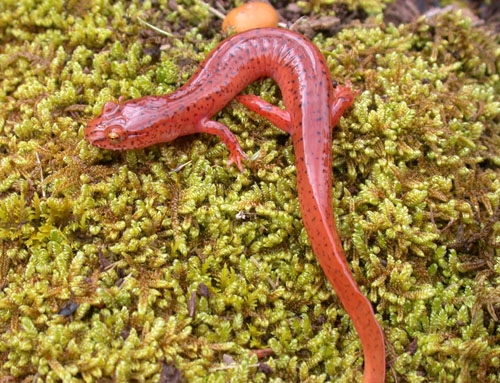
Gyrinophilus porphyriticus,
ein Hauptfressfeind

Desmognathus wrighti ernährt sich von einer Vielzahl kleiner Gliederfüßer (Arthropoda), die hauptsächlich nachts am Boden, in der Laubstreu oder auf Pflanzen gesucht werden.
Die wesentlich größere Salamanderart Gyrinophilus porphyriticus sowie Laufkäfer (Carabidae) sind die wichtigsten Fressfeinde. Wenn Desmognathus wrighti-Individuen eine Bedrohung wahrnehmen, verharren sie regungslos, um nicht aufzufallen. Generell verbringen sie einen Großteil ihrer Zeit im Verborgenen, damit sie nicht entdeckt werden.

## Gefährdung
Die Art ist in ihren Vorkommensgebieten in den Vereinigten Staaten nicht selten und wird demzufolge von der Weltnaturschutzorganisation IUCN als „Least Concern = nicht gefährdet“ klassifiziert.